# Dromeus ze Stymfalosu

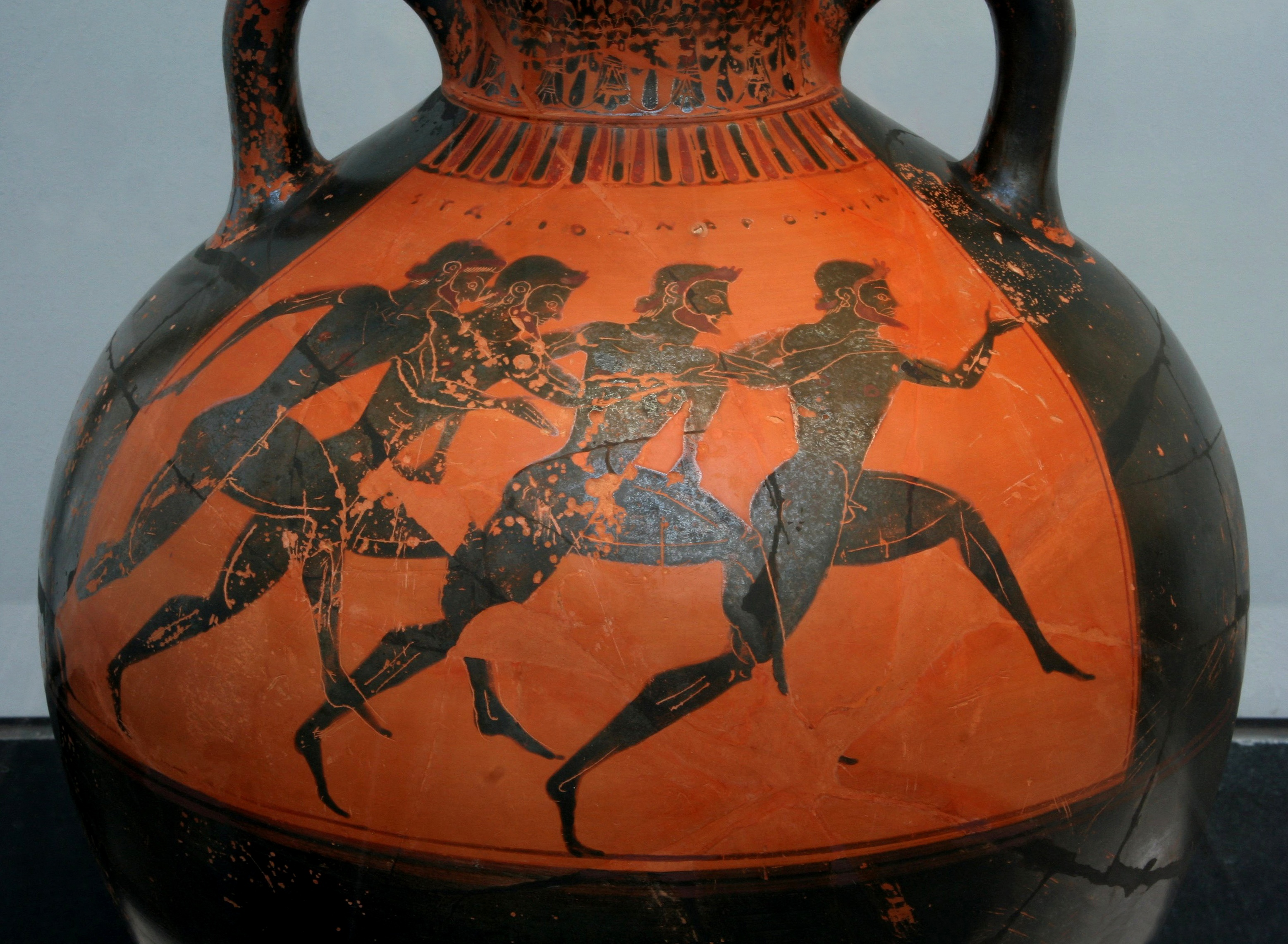
Starogreccy biegacze na wazie czarnofigurowej

Dromeus (gr. Δρομεύς) – starożytny grecki biegacz, olimpijczyk.
Pochodził ze Stymfalosu na Peloponezie. Dwukrotnie, w 484 i 480 roku p.n.e., odniósł zwycięstwo w biegu długodystansowym (dolichos) w Olimpii. Ponadto zdobył dwa wieńce na igrzyskach pytyjskich, trzy na igrzyskach istmijskich i pięć na igrzyskach nemejskich. Miał być pierwszym zawodnikiem, który wprowadził do swojego jadłospisu mięso; wcześniej dieta sportowców oparta była na serze. Według Pauzaniasza (Wędrówka po Helladzie VI 7,10) w Olimpii znajdował się posąg Dromeusa dłuta Pitagorasa – przypuszczalnie Pitagorasa z Region.